# Abel Carlevaro
Abel Carlevaro (Montevidéu, 16 de dezembro de 1916 – Berlim, 17 de julho de 2001) foi um virtuoso violonista, compositor de violão erudito e professor nascido em Montevidéu, Uruguai. Ele não foi apenas um dos mais importantes violonistas de seu tempo, mas também o criador de uma nova escola de técnica do instrumento. Ele desenvolveu um método completamente novo de sentar e tocar violão, baseado em profundos estudos anatômicos.
Foi reconhecido como excepcional concertista em todo o mundo e teve a admiração e estima de músicos tais como Villa Lobos e Andrés Segovia. Suas performances nos mais importantes centros musicais da Europa, América Latina e Estados Unidos foram recebidas com júbilo pelo público e crítica.